# Les Avellanes i Santa Linya
Les Avellanes i Santa Linya là một đô thị trong tỉnh Lleida, cộng đồng tự trị Cataluña Tây Ban Nha. Đô thị Les Avellanes i Santa Linya có diện tích là 103,31 ki-lô-mét vuông, dân số năm 2009 là 463 người với mật độ 4,38 người/km². Đô thị Les Avellanes i Santa Linya có cự ly km so với tỉnh lỵ Lleida.